# Шаговая
Шаговая (укр. Шагова) — село в Славутском районе Хмельницкой области Украины.
Население по переписи 2001 года составляло 107 человек. Почтовый индекс — 30041. Телефонный код — 3842. Занимает площадь 0,45 км². Код КОАТУУ — 6823986603.

## Местный совет
30041, Хмельницкая обл., Славутский р-н, с. Печиводы